# 亞爾米茲體育館
索菲亞亞爾米茲體育館（[ɐˈrɛnə ɐrˈmɛet͡s ˈsɔfijə]）是一座位於保加利亞索菲亞的綜合室內體育館。它可容納12,373人。舉辦演唱會可以增加至17,906人。在保加利亞保險公司亞爾米茲購買冠名權之前，它最初被命名為索菲亞體育館。

## 外部連結
- 官方網站 （页面存档备份，存于） （俄語）
- 官方網站 （页面存档备份，存于） （英語）
- List with actual events （页面存档备份，存于） （保加利亞語）
- Cabinet to finance Sofia sports hall construction with 108M leva from fiscal reserve （页面存档备份，存于）
- Borisov promises a new sports hall in Sofia （页面存档备份，存于）

| 前任： 埃爾戈體育館 格但斯克 / 索波特 | 世界排球聯賽 決賽場館 2012   | 繼任： Polideportivo Islas Malvinas 馬德普拉塔 |
| 前任： Malta Shipbuilding 馬爾薩      | 歐洲青少年歌唱大賽 場地 2015 | 繼任： Mediterranean Conference Centre 瓦勒他  |